# Бугай-Радошевіцький
Бугай-Радошевіцький (пол. Bugaj Radoszewicki) — село в Польщі, у гміні Семковиці Паєнчанського повіту Лодзинського воєводства.
У 1975-1998 роках село належало до Серадзького воєводства.